# Wisegal
Wisegal ("Una mujer en la mafia", "Chica lista"), es una película estadounidense de 2008 basada en la vida de Patty Montanari.

## Sinopsis
La película se basa en la vida de Patty Montanari, una mujer de bajos recursos económicos. Frank, un hombre que pertenece a la mafia de Brooklyn, la contrata para que trabaje con él en su restaurante. Ella lo ayuda y decide restaurar el local, el ve en ella cierto potencial para las relaciones sociales y decide involucrarla en su trabajo. Ella no sabe que el pertenece a la mafia y se involucra sentimentalmente, e involucra a sus dos hijos.

## Reparto
1. Alyssa Milano como Patty Montanari.
2. Jason Gedrick como Frank Russo.
3. Janet Wright como Madre de Patty Montanari.
4. Gabriel Hogan como Robert Wilson.
5. Heather Hanson como June.
6. Tony Nappo como Carmine.
7. James Caan como Salvatore Palmeri.
8. Alessandro Costantini como Joey Montanari.

## Transmisión
- Latinoamérica: Se transmite por el canal Studio Universal.[3]